# Francisco García Gutiérrez
Francisco Alberto García Gutiérrez (Santo Domingo, 31 dicembre 1981) è un ex cestista dominicano, professionista nella NBA.

## Carriera

### Club

#### Università
Trascorre tre stagioni all'Università di Louisville sotto la tutela del tecnico Rick Pitino. Con lui c'è anche la futura 15ª scelta del Draft NBA 2003 Reece Gaines.
Nella sua prima stagione coi Cardinals, il duttile dominicano - può infatti giocare sia da guardia tiratrice sia da ala piccola - colleziona 11,2 punti e quasi 3 assist a partita. In quella da sophomore, quindi al suo secondo anno, vive la sua miglior stagione, con 16,4 punti e 4,7 rimbalzi di media a partita.
Nel 2005, raggiunge le Final Four della NCAA di St. Louis, Missouri. I Cardinals raggiungono il 4º posto, avendo perso tanto la semifinale, quanto la finalina 3º-4º posto. In questa stagione, totalizza 15,7 punti, 4,2 rimbalzi e 3,9 assist a partita; al termine di essa, decide di partecipare al draft NBA.

#### NBA
García partecipa al Draft NBA 2005, accompagnato da una buona fama fra le franchigie, e viene scelto come 23º dai Sacramento Kings. Lì, viene utilizzato indifferentemente come guardia o ala, principalmente come sostituto di Ron Artest. I suoi numeri nella sua prima stagione in NBA vedono 5,6 punti e 2,8 rimbalzi di media a gara.
La stagione seguente, gioca più partite e, anche se il numero di minuti cala, le sue percentuali e le sue medie aumentano. Realizza il suo career high di 22 punti l'11 aprile 2007 contro i San Antonio Spurs. Nella stagione 2007-08, aumentano i minuti, le partite in quintetto, le percentuali, i punti, i rimbalzi e gli assist: è questa infatti la sua migliore stagione nella National Basketball Association. Il 21 febbraio 2013 viene ceduto agli Houston Rockets insieme a Tyler Honeycutt ed alla quinta scelta del Draft 2012 Thomas Robinson in cambio di Patrick Patterson, Cole Aldrich e Toney Douglas.

### Nazionale
Fa stabilmente parte della Nazionale di pallacanestro della Repubblica Dominicana, con la quale ha partecipato ai Giochi panamericani 2003, classificandosi al secondo posto.

## Statistiche

### College
| Anno      | Squadra              | PG | PT | MP   | TC%  | 3P%  | TL%  | RP  | AP  | PRP | SP  | PP   |
| --------- | -------------------- | -- | -- | ---- | ---- | ---- | ---- | --- | --- | --- | --- | ---- |
| 2002-2003 | Louisville Cardinals | 32 | 15 | 21,8 | 48,8 | 42,5 | 89,1 | 2,9 | 2,1 | 0,8 | 1,3 | 11,2 |
| 2003-2004 | Louisville Cardinals | 28 | 27 | 30,4 | 43,2 | 32,5 | 79,7 | 4,5 | 4,7 | 1,9 | 1,4 | 16,4 |
| 2004-2005 | Louisville Cardinals | 38 | 38 | 31,9 | 43,7 | 36,6 | 87,7 | 4,2 | 3,9 | 1,7 | 1,5 | 15,7 |
| Carriera  | Carriera             | 98 | 80 | 28,1 | 44,8 | 36,9 | 84,9 | 3,9 | 3,5 | 1,5 | 1,4 | 14,4 |

### NBA

#### Regular Season
| Anno      | Squadra          | PG  | PT  | MP   | TC%  | 3P%  | TL%  | RP  | AP  | PRP | SP  | PP   |
| --------- | ---------------- | --- | --- | ---- | ---- | ---- | ---- | --- | --- | --- | --- | ---- |
| 2005-2006 | Sacramento Kings | 67  | 11  | 19,4 | 40,0 | 28,5 | 77,2 | 2,8 | 1,4 | 0,6 | 0,7 | 5,6  |
| 2006-2007 | Sacramento Kings | 79  | 5   | 17,8 | 42,9 | 35,6 | 83,3 | 2,6 | 1,1 | 0,6 | 0,5 | 6,0  |
| 2007-2008 | Sacramento Kings | 79  | 20  | 26,5 | 46,3 | 39,1 | 77,9 | 3,3 | 1,6 | 1,2 | 0,6 | 12,3 |
| 2008-2009 | Sacramento Kings | 65  | 36  | 30,4 | 44,4 | 39,8 | 82,0 | 3,4 | 2,3 | 1,2 | 1,0 | 12,7 |
| 2009-2010 | Sacramento Kings | 25  | 4   | 23,0 | 46,6 | 39,0 | 88,2 | 2,6 | 1,8 | 0,4 | 0,8 | 8,1  |
| 2010-2011 | Sacramento Kings | 58  | 34  | 23,9 | 43,6 | 36,2 | 85,5 | 2,3 | 1,2 | 0,9 | 0,8 | 9,7  |
| 2011-2012 | Sacramento Kings | 49  | 3   | 16,3 | 37,6 | 29,0 | 80,0 | 2,0 | 0,6 | 0,7 | 0,8 | 4,8  |
| 2012-2013 | Sacramento Kings | 40  | 15  | 17,8 | 37,6 | 36,7 | 85,7 | 1,7 | 1,1 | 0,8 | 0,8 | 5,2  |
| 2012-2013 | Houston Rockets  | 18  | 5   | 17,7 | 43,2 | 38,6 | 85,7 | 1,3 | 1,1 | 0,8 | 0,4 | 6,4  |
| 2013-2014 | Houston Rockets  | 55  | 4   | 19,7 | 40,1 | 35,8 | 52,6 | 2,2 | 1,1 | 0,5 | 0,6 | 5,7  |
| 2014-2015 | Houston Rockets  | 14  | 0   | 14,3 | 27,0 | 22,2 | 25,0 | 1,2 | 1,1 | 0,6 | 0,4 | 3,2  |
| Carriera  | Carriera         | 549 | 137 | 21,6 | 42,7 | 35,7 | 79,9 | 2,6 | 1,4 | 0,8 | 0,7 | 7,9  |

#### Playoffs
| Anno     | Squadra          | PG | PT | MP   | TC%  | 3P%  | TL%  | RP  | AP  | PRP | SP  | PP   |
| -------- | ---------------- | -- | -- | ---- | ---- | ---- | ---- | --- | --- | --- | --- | ---- |
| 2006     | Sacramento Kings | 6  | 0  | 6,8  | 45,5 | 25,0 | 100  | 0,3 | 0,2 | 0,3 | 0,3 | 2,2  |
| 2013     | Houston Rockets  | 6  | 3  | 27,3 | 44,0 | 45,9 | 60,0 | 3,3 | 1,5 | 0,7 | 0,8 | 10,7 |
| 2014     | Houston Rockets  | 2  | 0  | 11,0 | 33,3 | 0,0  | 75,0 | 1,0 | 0,0 | 0,0 | 0,0 | 3,5  |
| Carriera | Carriera         | 14 | 3  | 16,2 | 43,3 | 40,9 | 72,7 | 1,7 | 0,7 | 0,4 | 0,5 | 6,0  |

## Palmarès

### Nazionale
- 2º Posto Giochi panamericani: 1

Rep. Dominicana: Santo Domingo 2003